# Laboratoire plasma et conversion d'énergie
Le laboratoire plasma et conversion d'énergie (LAPLACE) situé à Toulouse est l'un des grands laboratoires de recherche du Centre national de la recherche scientifique français (CNRS).

## Histoire
Il a été créé en 2006 par fusion des laboratoires suivants :
- Laboratoire de génie électrique,
- Centre de physique des plasmas et de leurs applications de Toulouse (CPAT), anciennement centre de physique atomique de Toulouse (CPAT),
- Laboratoire d'électrotechnique et d'électronique industrielle,
- Laboratoire d'énergétique.

## Domaines de recherche
Thèmes de recherche domaine de l’énergie électrique et des plasmas.
Le LAPLACE est la plus forte concentration de recherche en génie électrique et en plasma de France, il est surtout le seul à couvrir de manière intégrée le continuum « plasma/matériaux/systèmes »,. Le LAPLACE compte 270 personnes (105 chercheurs et enseignants-chercheurs, 45 ingénieurs, techniciens et administratifs, 106 doctorants et 13 post-doctorants).
Le laboratoire est structuré en 12 groupes de recherches (plasma/matériau/système).
1. AEPPT : arcs électriques et procédés plasmas thermiques
2. CODIASE : commande et diagnostic des systèmes électriques
3. CS : convertisseurs statiques
4. DSF : diélectriques solides et fiabilité
5. GENESYS : groupe énergie électrique et systémique
6. GRE : groupe de recherche en électromagnétisme
7. GREM3 : groupe de recherches en électrodynamique, matériaux, machines et mécanismes électroactifs
8. GREPHE : groupe de recherche énergétique, plasmas, et hors équilibre
9. LM : lumière et matière
10. MDCE : matériaux diélectriques dans la conversion d’énergie
11. MPP : matériaux et procédés plasmas
12. PRHE : plasmas réactifs hors équilibre